# Michele Brown
Michele Brown   (3 de juliol de 1939), nascuda Michele Mason, és una atleta australiana ja retirada, especialista en salt d'alçada, que va competir durant les dècades de 1950 i 1960.
El 1956 va prendre part en els Jocs Olímpics d'Estiu de Melbourne, on fou sisena en la competició del salt d'alçada del programa d'atletisme. El 1964, als Jocs de Tòquio, va guanyar la medalla de plata en la mateixa prova, rere la romanesa Iolanda Balas.
En el seu palmarès també guanyà tres medalles als Jocs de la Commonwealth: dues d'or, el 1958 i 1966, i una de bronze, el 1962; així com tres campionats nacionals.
El 2010 fou inclosa a l'Athletics Australia Hall of Fame.

## Millors marques
- Salt d'alçada. 1m 83cm (1964)[1][5]